# Semiothisa maculifascia
Semiothisa maculifascia är en fjärilsart som beskrevs av George Duryea Hulst 1896. Semiothisa maculifascia ingår i släktet Semiothisa och familjen mätare. Inga underarter finns listade i Catalogue of Life.